# Charlie - Anche i cani vanno in paradiso
Charlie - Anche i cani vanno in paradiso (All Dogs Go to Heaven) è un film d'animazione del 1989 diretto da Don Bluth, Gary Goldman (al suo debutto alla regia) e Dan Kuenster. 
Racconta la storia di Charlie B. Barkin, un cane da pastore tedesco che viene ucciso dal suo ex amico, Carface Carruthers, ma fugge dal suo posto in Paradiso per tornare sulla Terra, dove il suo migliore amico, Itchy Itchiford, vive ancora, per vendicarsi di Carface, ma finisce per fare amicizia con una giovane orfana di nome Anne-Marie. Nello svolgersi degli eventi, Charlie impara un'importante lezione sulla gentilezza, l'amicizia e l'amore. Il film è stato dedicato alla memoria di Judith Barsi, doppiatrice di Anne-Marie, assassinata dal padre un anno prima dell'uscita del film.

## Trama
New Orleans, 1939. Il furfante Charlie, cane da pastore tedesco e "cane da strada", fugge dal canile municipale con l'aiuto del suo migliore amico, il bassotto Itchy, precipitandosi alla bisca che gestiva insieme al socio Carface (un bulldog) in una nave arenata, per ottenere la sua parte di utili. Il socio si è infatti misteriosamente arricchito durante la prigionia di Charlie, ma non vuole affatto dividere quanto guadagnato con lui. Carface lo fa quindi ubriacare e poi uccidere da Killer, il suo braccio destro, investendolo con un’automobile.
Charlie si trova così nell'aldilà, nel Paradiso dei cani, dove lo accoglie una deliziosa levriera rosa di nome Annabelle, che gli spiega dove si trova e gli dice che tutti i cani vanno in Paradiso perché “a differenza degli esseri umani sono buoni, leali e gentili”. Mostra anche a Charlie un orologio che rappresenta la sua vita e che, con la sua morte, si è appunto fermato. Charlie, non accettando l'idea di essere morto e desideroso di vendicarsi di Carface, riesce a impossessarsi dell’orologio con un inganno e a ricaricarlo, tornando così sulla Terra. Nel ritorno, però, ode la voce di Annabelle gridare che per via di quel gesto egli non potrà più tornare in Paradiso.
Charlie, di nuovo vivo, si riunisce con Itchy e progetta la sua vendetta contro Carface, scoprendo inoltre come quest'ultimo si è arricchito alle sue spalle: ha truccato le corse dei topi tenendo prigioniera una bambina orfana di nome Anne-Marie, la quale è in grado di comprendere tutti gli animali e parlare con loro, ragion per cui riesce a sapere in anticipo chi avrà la maggior possibilità di vittoria. Charlie la libera, promettendo di trovarle dei genitori e di usare il suo talento per poter aiutare i poveri, ma in realtà vuole sfruttare la bambina allo stesso modo di Carface. All'ippodromo, Charlie ruba il portafoglio a una giovane coppia e, con l'aiuto di Anne-Marie, riesce a mettere a segno una grossa vincita, guadagnando così abbastanza soldi da diventare padrone di un favoloso locale notturno.
Capendo di essere stata usata, Anne-Marie minaccia di andarsene. Charlie allora decide di mantenere la sua promessa di aiutare i poveri e porta della pizza a un branco di poveri cuccioli, insegnando loro anche l'importanza della condivisione. Anne-Marie però trova il portafoglio che Charlie aveva rubato e lo lascia, indignata. Quella stessa notte, Charlie ha un incubo premonitore in cui il suo orologio si ferma e lui, non potendo tornare in Paradiso, finisce all’Inferno. Il mattino dopo, scopre che la bambina è andata a restituire il portafoglio a Harold e Kate, la coppia del furto; i due si comportano gentilmente con Anne-Marie e, scoprendo che lei è orfana, progettano di adottarla, ma Charlie manipola ancora la bambina convincendolo a tornare con lui. Mentre camminano per la strada, Carface e Killer tendono un’imboscata a Charlie e gli sparano, ma lui sopravvive grazie al suo orologio che, finché funziona, lo rende immortale. Charlie e Anne-Marie sfuggono a Carface rifugiandosi nelle fogne, dove vengono catturati dai servi dell’alligatore King Gator. Questi, dopo aver sentito uno strillo di Charlie, si dissuade dal mangiarlo e canta una canzone insieme a lui, per poi lasciarli andare. Anne-Marie si ammala di polmonite e, mentre Charlie è impegnato a starle vicino, Itchy viene aggredito dagli scagnozzi di Carface, che bruciano anche il locale. Itchy suggerisce a Charlie di fuggire, ma questi si è ormai affezionato a Anne-Marie e rifiuta; quando però l’amico insinua che tenga molto più a lei che a lui, in un moto di orgoglio afferma che la sta solo usando. Disgraziatamente, Anne-Marie lo sente e scappa, venendo di nuovo catturata da Carface.
Mentre Itchy va ad avvertire Harold, Kate e i cani del vicinato, Charlie raggiunge il covo di Carface, dove la bambina è richiusa in una gabbia. Carface però gli ha teso una trappola e lo cattura, legandolo a un’ancora per farlo sprofondare in acqua. Charlie lancia uno strillo, facendo accorrere King Gator. L’alligatore libera Charlie e Anne-Marie, ma durante lo scontro il covo prende fuoco e Anne-Marie si trova priva di sensi su una cassa galleggiante. Carface prova ancora ad attaccare Charlie, ma finisce in acqua e viene divorato da King Gator. Subito dopo però Charlie è costretto a scegliere se salvare Anne-Marie o il suo orologio, che stanno entrambi sprofondando sott’acqua. Sceglie di salvare la bambina, spingendola fuori dal covo in fiamme, mentre l’orologio si ferma, lasciando presagire la sua sorte. Anne-Marie viene poi condotta a riva da Killer, dove la attendono Itchy coi soccorsi. Mentre Anne-Marie dorme a casa di Harold e Kate, Charlie vi entra da fantasma, accompagnato dal diavolo che aveva visto in sogno, per vederla un’ultima volta chiedendole perdono per quello che ha fatto. Il diavolo lo richiama per portarlo all'Inferno, ma arriva improvvisamente Annabelle sotto forma di una sfera di luce che infine lo scaccia: la levriera comunica serena a Charlie che, essendosi sacrificato per salvare Anne-Marie, può tornare in Paradiso. Charlie sveglia la bambina per salutarla un’ultima volta e farle promettere di aver cura di Itchy, poi fa finalmente ritorno in Paradiso.
Durante i titoli di coda, viene mostrato Carface, finito anche lui in Paradiso, che cerca di tornare sulla Terra, desideroso di vendicarsi dell'alligatore che lo ha mangiato, ricaricando l’orologio della sua vita, ma per questo viene inseguito da Annabelle. Charlie rivolgendosi agli spettatori, rassicura che anche Carface un giorno tornerà.

## Personaggi
- Charlie: il cane da pastore tedesco protagonista del film. Inizialmente avido, egoista, subdolo e impulsivo, dimostra via via un grande amore per la vita, tanto da rinunciare al suo posto in Paradiso pur di tornare vivo sulla Terra. Nel corso del film, grazie all'incontro con Anne-Marie, migliorerà il suo carattere diventando più buono, altruista e leale, al punto da dare la propria vita per salvarla.
- Itchy: un bassotto, migliore amico di Charlie. Apparentemente poco intelligente, pasticcione e pauroso, si dimostrerà invece un buon amico e un compagno coraggioso e intraprendente.
- Anne-Marie: una bambina orfana molto dolce, sensibile e altruista, con il potere di parlare con gli animali. Sogna di trovare una buona famiglia che la adotti.
- Annabelle: una levriera rosa a guardia del Paradiso dei cani. Si occupa di accogliere i cani che vi arrivano. Il suo nome verrà rivelato solo nel sequel.
- Carface: il principale antagonista del film, ex socio di Charlie. È un bulldog grigio perfido, crudele, avido e senza cuore, che non esita a ricorrere a qualunque mezzo, anche uccidere, pur di ottenere ciò che vuole.
- Killer: l'antagonista secondario del film, e il braccio destro di Carface. Nonostante il nome, è un cane codardo e anche piuttosto incapace. Alla fine del film si redime, portando in salvo Anne-Marie.
- King Gator: un alligatore che vive nelle fogne, e ha al suo servizio una colonia di topi. È un appassionato di canto e di musica. Rinuncia a mangiare Charlie dopo aver sentito la sua voce e diventerà un suo alleato, infatti lo salverà dall'annegamento e ucciderà Carface mangiandolo vivo.
- Harold e Kate: una giovane coppia sposata che alla fine adotterà Anne-Marie.
- Flo: una femmina di pastore scozzese a pelo lungo, amica di vecchia data di Charlie che vive in un palazzo abbandonato insieme ai suoi cuccioli.

## Distribuzione
Il film è stato distribuito nei cinema americani dal 17 novembre 1989, in quelli italiani dal 7 agosto 1991, circa due anni dopo.

### Edizioni Home video
In Italia, il film è stato distribuito in VHS dalla Titanus Distribuzione Video in ottobre 1992.

## Accoglienza

### Critica
Il film ha ricevuto recensioni per lo più contrastanti dalla critica, mantenendo un punteggio di approvazione del 44% su Rotten Tomatoes sulla base di 17 recensioni, e un punteggio di 50 su 100 da Metacritic. I critici hanno spesso fatto paragoni sfavorevoli con La sirenetta, criticando la narrativa sconnessa, la qualità dell'animazione e le canzoni di Charlie Strouse e TJ Kuenster. Il film ha ricevuto un "pollice in giù" da Gene Siskel e un "pollice in su" da Roger Ebert in un episodio del 1989 del loro programma televisivo At the Movies. Sebbene Siskel lo trovasse "sorprendentemente debole" visti i precedenti lavori del regista Don Bluth, in gran parte a causa della "storia confusa" e delle scene "inutilmente violente", Ebert era un grande fan dell'animazione "gommosa e un po' flessibile" del film, affermando lo riteneva un buon film nonostante non fosse un "classico d'animazione".
Alcuni hanno anche trovato discutibile la tematica scura in un film per bambini, date le rappresentazioni del film di morte, violenza, furto, alcolismo, tabagismo, gioco d'azzardo, omicidio, demoni e immagini dell'inferno. Altre recensioni sono state per lo più positive, con i critici che hanno elogiato le qualità emotive, l'umorismo e la vibrante tavolozza dei colori del film. Roger Ebert, che non era rimasto impressionato dal precedente film di Bluth Fievel sbarca in America, gli ha assegnato tre stelle su quattro, sottolineando che l'animazione "permette un uso del colore così voluttuoso che il film è un bagno tonificante per gli occhi", e questo anche se preferiva La sirenetta, uscito lo stesso giorno, ha ancora trovato il film "brillante e fantasioso". Tuttavia, il critico cinematografico Leonard Maltin gli ha dato una stella e mezzo su quattro, a causa di "personaggi poco attraenti, narrazione confusa e canzoni dimenticabili". Common Sense Media fu preoccupato per le rappresentazioni dell'uso illegale di droghe e di elementi tematici eccessivi che male si accordano con un film destinato ai bambini.

### Incassi
Il film è uscito in Nord America il 17 novembre 1989, lo stesso giorno del 28° film d'animazione della Disney La sirenetta; ancora una volta, l'ultimo lungometraggio dei Sullivan Bluth Studios sarebbe in lizza per gli incassi al botteghino con quello della Disney, proprio come avevano fatto i loro ultimi due film (Fievel sbarca in America e Alla ricerca della valle incantata). Alla sua uscita nelle sale, pur recuperando il budget di 13,8 milioni di dollari, la performance del film non è stata all'altezza dei precedenti successi al botteghino dei Sullivan Bluth Studios, incassando 27 milioni di dollari nel solo Nord America, poco più della metà di Fievel sbarca in America e Alla ricerca della valle incantata.

## Riconoscimenti
1990 - Young Artist Awards
- Candidatura per il miglior film per famiglie - d'avventura o animazione

## Sequel
Il film, da cui è stata tratta la serie Anche i cani vanno in paradiso, ha avuto due seguiti: Le nuove avventure di Charlie (All Dogs Go to Heaven 2) e Anche i cani vanno in paradiso - Un racconto di Natale (An All Dogs Christmas Carol), dove il doppiaggio è diverso. Don Bluth e il suo studio però non hanno avuto niente a che fare con nessuno di essi ma lo stile del disegno è abbastanza fedele.

## Videogiochi
Dalla pellicola sono stati tratti anche due videogiochi intitolati All Dogs Go to Heaven e All Dogs Go to Heaven Activity Center. Il primo è stato sviluppato per MS-DOS e Amiga nel 1989 da Penguin Software, mentre il secondo da Roaring Mouse Entertainment e pubblicato da MGM Interactive per Microsoft Windows l'11 settembre 1997 esclusivamente nel Nord America.

## La tragedia di Judith Barsi
Nella notte del 25 luglio 1988 la giovane attrice Judith Barsi, che a soli dieci anni di età nel film diede la voce al personaggio di Anne-Marie, venne uccisa a colpi di pistola da suo padre József, un uomo con seri problemi psicologici e di alcolismo, assieme alla madre Maria. Da anni, sia lei che sua madre erano vittime di abusi fisici e psicologici da parte dell'uomo, che subito dopo l'omicidio diede fuoco ai corpi della moglie e della figlia e, successivamente, si suicidò sparandosi alla testa.
I produttori del film resero omaggio a Judith nella pellicola con la canzone finale "Love Survives", cantata da Irene Cara e Freddie Jackson. Don Bluth, regista del film, la descrisse come "assolutamente sorprendente".
La tragica morte di Judith è secondariamente la ragione per cui il personaggio di Anne-Marie, fondamentale in questo film, non compare, né viene menzionata nei sequel.

## Curiosità
- Per la parte di Charlie, Don Bluth aveva in mente Burt Reynolds fin dal principio, infatti il personaggio è stato pensato per somigliare all'attore e nello svilupparlo gli hanno dato alcune delle sue caratteristiche e del suo linguaggio corporeo. Reynolds accettò di buon grado perché gli piaceva lo script e perché entusiasta di lavorare al fianco del suo vecchio amico Dom DeLuise con il quale aveva recitato in molte commedie. Molte battute di Charlie e Itchy sono state improvvisate dal duo.
- Per animare Charlie, Don Bluth e il suo staff hanno usato come modello un cane da pastore tedesco adottato dalla troupe e chiamato appunto Burt in riferimento allo stesso Reynolds.
- Sia Reynolds e DeLuise che Tayback e Reilly (doppiatori di Charlie e Itchy e di Carface e Killer) hanno doppiato i loro personaggi insieme.
- Loni Anderson, che doppia la cagnolina Flo, all'epoca del film era sposata con Burt Reynolds e il suo sogno da bambina era proprio di partecipare a un film d'animazione.
- Nella versione originale, Charlie, dopo aver scoperto di essere morto doveva inizialmente dire la frase "Damned Carface, I'll kill him!". La parola damn fu tuttavia rimossa dall'audio (ma è possibile udirla nella soundtrack ufficiale del film e Charlie muove comunque la bocca come se lo stesse dicendo) perché considerata una parolaccia nel vocabolario inglese. In italiano la frase è stata lasciata intera perché "maledetto" (la traduzione di damned) non è considerata una parolaccia nella nostra lingua.
- Carface, in origine, doveva chiamarsi Scarface, in riferimento al famoso film con Al Pacino, ma il suo nome fu alterato per evitare conseguenze legali.
- Nel libro del paradiso di Annabelle alla voce Charlie si può leggere che i nomi dei suoi genitori sono Burt e Loni, in riferimento al suo doppiatore Burt Reynolds e a Loni Anderson, allora moglie di questi.
- In origine, la scena in cui Charlie sogna di andare all'Inferno doveva essere ancora più terrificante: oltre a quello che si vede nel film, il mostro traghettatore delle anime doveva mostrarsi in un'inquadratura ravvicinata e il diavolo canino si avvicinava a Charlie ghignando e dicendo "Ora sei mio!" prima di sputare fiamme. Le scene furono in seguito rimosse perché giudicate troppo spaventose. Don Bluth possiede la versione senza tagli ma ad oggi la Metro-Goldwyn-Mayer (casa di distribuzione del film) non ha ancora autorizzato l'uscita di una director's cut.
- Nella medesima scena, nella versione italiana del film sono stati rimossi i lamenti di dolore di Charlie e la voce del diavolo che, prima della fine dell'incubo gli ripete: "Non puoi più tornare indietro", proprio come Annabelle.
- Un altro elemento tagliato, sempre perché giudicato troppo estremo, riguarda la prima morte di Charlie: in origine la sagoma del suo corpo era vista volare via una volta colpita dalla macchina ma nel montaggio finale si vede solo la macchina che sprofonda in mare.